# Radikálový iniciátor
Radikálové iniciátory jsou látky, které mohou za mírných podmínek vytvářet radikály a spouštět tak reakce jako jsou radikálové adice, substituce a polymerizace. Většinou mají ve svých molekulách vazby s nízkými energiemi. Používají se při průmyslových procesech, jako je výroba polymerů. Nejčastějšími radikálovými iniciátory jsou molekuly halogenů, azosloučenin a organických peroxidů.

## Příklady reakcí
- U halogenů probíhá homolytické štěpení snadno, například molekula chloru se rozštěpí na dva radikály chloru (Cl•) působením ultrafialového záření. Tímto způsobem se provádí chlorace alkanů.
- Azosloučeniny (R-N=N-R') mohou být prekurzory dvou radikálů (R• a R'•) s uhlíkovými centry a plynného dusík, a to zahřátím nebo působením záření. Například azobisisobutyronitril vytváří isobutyronitrilové a ABCN cyklohexankarbonitrilové radikály.

- Organické peroxidy mají v molekulách peroxidové vazby (-O-O-), které lze jednoduše přeměnit na dva radikály s kyslíkovými centry. Vzniklé oxylové radikály jsou značně nestabilní a přeměňují se na stabilnější uhlíkaté radikály;. Příkladem je di-terc-butylperoxid (t-BuOOtBu), vytvářející dva t-butoxyradikály (t-BuO•), které se mění na methylové radikály (CH3•) za odštěpení acetonu. Benzoylperoxid ((C6H5C)OO)2, jež se přemění na oxid uhličitý a fenylové radikály (C6H5•). Častým radikálovým iniciátorem je též methylethylketonperoxid, méně obvykle se rovněž používá acetonperoxid.
- Anorganické peroxidy lze použít podobně jako organické. Mnoho polymerů se vyrábí z alkenů pomocí peroxodisíranů, které v roztocích vytvářejí síranové radikály,

[O3SO-OSO3]2− ⇌ 2 [SO4]−
které reagují s alkeny za vzniku radikálových síranových esterů, z nichž se následně adicí alkenů tvoří vazby uhlík-uhlík; takto se mimo jiné provádí polymerizace styrenu a fluoralkenů.

## Bezpečnost
Některé radikálové iniciátory, hlavně azosloučeniny a peroxidy, mohou za vyšších teplot vybouchnout a proto se musejí uschovávat v chladném prostředí.